# 整合輔助醫療
另類醫療用來其他的治療方式來取代傳統的醫學的療法。 輔助醫療是用另類療法配合傳統醫學及現代醫學的治療方式，協助現有療程。 所謂整合輔助醫療(CAM)總和了另類醫療與輔助醫療。其作法將包括抽象的精神、心靈或宗教支柱;並非建立在有證據的作法上，也非歐洲的傳統醫學或是最新展發展的治療方式。 
美國國家輔助及另類醫療中心將輔助及另類醫療定義為 "一些不同的醫療保健系統、施行方式或產品，但到目前為止並不被認為是傳統醫學的一部分"。網站還定義整合醫療為 "結合主流醫學治療與輔助及另類醫療並在安全性和有效性均能提供高品質的科學證據"。Ralph Snyderman和 Andrew Weil所提出的聯合聲明中提到 "整合醫學不等於輔助療法及另類療法(CAM)。 整合醫學更深遠的意義和目的在於回復醫療的重點於健康與醫療並加強病人與醫師的互動關係"。
日前在香港已有成立一個國際整合輔助醫療協會(ICMA)，其主要目的為致力於將全球有關整合輔助醫療的相關資訊做一整理與分類，希望將整合輔助醫療的新知能同步於華文地區，尤其是針對癌症病人的幫助。期從嚴謹的科學角度、專業的學術研究，提供權威性的資訊給一般民眾以及專業人士參考。